# Euphyia griseata
Euphyia griseata är en fjärilsart som beskrevs av Leo Schwingenschuss 1918. Euphyia griseata ingår i släktet Euphyia och familjen mätare. Inga underarter finns listade i Catalogue of Life.